# Eurycope scabra
Eurycope scabra là một loài chân đều trong họ Munnopsidae. Loài này được Hansen miêu tả khoa học năm 1897.